# Birger Ekeberg

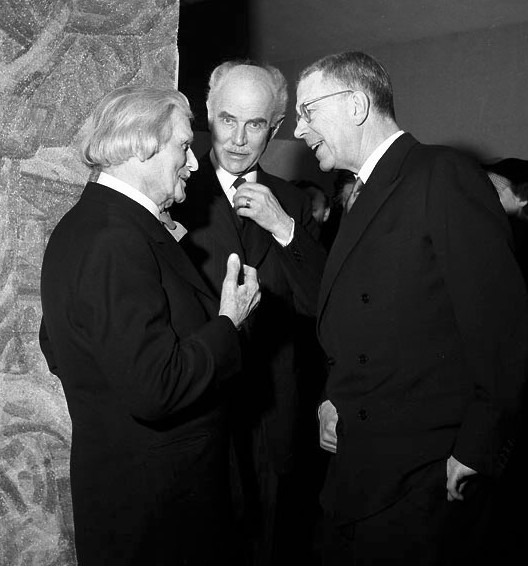
Birger Ekeberg (midden)

Birger Ekeberg (?, 10 augustus 1880 — Engelbrekts församling, 30 november 1968), zoon van Lars Fredrik Alexander Ekeberg, was een Zweeds jurist. Ekeberg was docent in Uppsala vanaf 1904 en hoogleraar in de rechtswetenschap aan de hogeschool van Stockholm van 1907 tot 1925. In 1920 nam hij de functie van minister van justitie over van Assar Åkerman, tot 1921, wanneer Åkerman weer justitieminister werd. Van 1923 tot 1924 vervulde hij de functie echter opnieuw, en werd opgevolgd door Torsten Nothin. Van 1931 tot 1946 was Ekeberg voorzitter van de Svea Hovrätt (rechtbank). In 1945 werd hij, na de dood van Birger Wedberg, lid van de Zweedse Academie, waar hij zetelde in zetel 1. Voorts was Ekeberg rijksmaarschalk van 1946 tot 1959.